# NGC 5524
NGC 5524 este o galaxie spirală situată în constelația Boarul. A fost descoperită în 19 aprilie 1855 de către William Parsons, 3rd Earl of Rosse⁠(d). Se află la o distanță de 117,98 megaparseci de Pământ.